# Olivier Girault
Olivier Girault (Pointe-à-Pitre, Guadalupe, 22 de febrero de 1973) fue un jugador de balonmano francés que jugaba como extremo izquierdo. Fue uno de los componentes de la Selección de balonmano de Francia con la que ha disputado 235 partidos internacionales marcando un total de 539 goles. Medía 1.83m y pesaba 86kg. Tras su retirada como jugador ha ejercido como entrenador, como comentarista de televisión y desde el 3 de febrero de 2018 es el presidente de la LNH.

## Carrera deportiva
Debutó con la selección francesa un 16 de junio de 1997 en un partido amistoso contra ]]|España. Tras ser elegido como mejor extremo izquierdo del campeonato galo en 1998, fichó por el Club Deportivo Bidasoa, que por aquel entonces atravesaba una época de transición tras haberse proclamado años antes campeón de Europa, y donde sólo permanecería una temporada, para retornar al balonmano francés de la mano del Paris Handball, donde realizaría el resto de su carrera hasta su retirada de las pistas en 2008. Al finalizar la misma, se hizo cargo de la dirección deportiva del Paris Handball, con el que logró el ascenso a la máxima categoría francesa en 2010 tras haber descendido una temporada antes.
Cabe destacar que tras la renuncia al equipo nacional de Grégory Anquetil tras el Campeonato del Mundo de 2005, Girault se convirtió en el capitán de la selección francesa, con el que conseguiría la medalla de oro olímpica en los Juegos Olímpicos de Pekín.

## Carrera extradeportiva
Una vez retirado entró a formar parte del equipo de retransmisiones de balonmano de France Télévisions]], con la que comentó todos los campeonatos internacionales entre 2009 y 2014. 
Asimismo, ha colaborado con Bein Sports Francia hasta cesar su colaboración con este medio a principios de 2017.
En la RMC ha seguido participado en el programa de debate Les Grandes Gueules du Sport.
Se graduó en 2018 en Maestría en Administración de Empresas por la Escuela de Negocios NEOMA.

## Equipos

### Jugador
- US Vaires  (1990-1994)
- Livry-Gargan handball  (1994-1995)
- Massy Essonne Handball  (1995-1998)
- Club Deportivo Bidasoa (1998-1999)
- Paris Handball (1999-2008)

### Entrenador
- Paris Handball (2008-2011)

## Palmarés
- Copa de Francia 2007

## Méritos y distinciones
- Mejor extremo izquierdo  Liga de Francia 1997/98
- Mejor extremo izquierdo  Liga de Francia 2001/02